# Cuisine normande

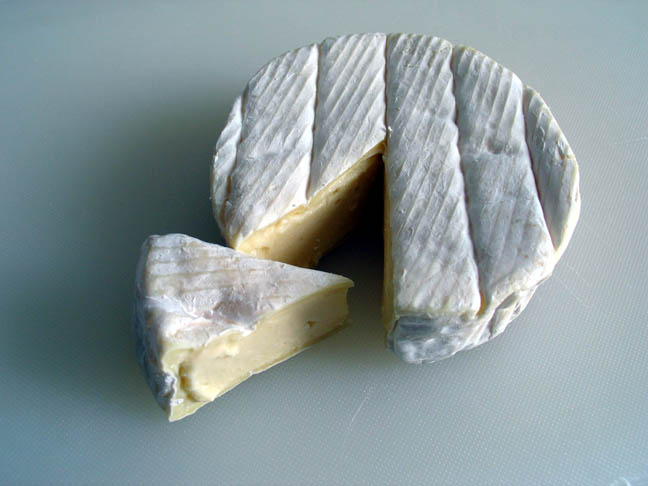
Camembert de Normandie.

La cuisine normande est déterminée par sa position géographique, qui bénéficie des fertiles terroirs de la Normandie, qui lui fournissent à foison les produits agricoles, tandis que la mer la pourvoit généreusement en poissons et crustacés divers. Les Normands aiment la bonne chère et leur cuisine se distingue essentiellement par ses productions agricole et piscicole.
La vache normande et la jersiaise sont connues pour la qualité de leur lait. Les produits laitiers de la région et, surtout ses fromages, y tiennent le haut du pavé : l’usage fait par les Normands du beurre et de la crème dans leur cuisine est quasi-légendaire (Référence nécessaire). Ce sont eux qui ont imposé l'usage du beurre au lieu du lard, dans la cuisine française au sortir de la Renaissance.
De même, en 1651 déjà, La Varenne indique dans, Le Cuisinier françois, que « les Normands mestent de la cresme en la plupart de leurs sausses ; par exemple dans la morue, & dans des pruneaux ». Quant aux fromages, le camembert est sans contredit le fromage français le plus connu au monde.
Les Normands, — surtout dans l’Orne —, sont également de gros mangeurs de viande. Une particularité est certainement l’agneau de prés salés, qui pâture la flore saline de la baie du mont Saint-Michel et du Cotentin, ce qui confère à sa viande une subtile et inimitable saveur iodée. Du côté de la charcuterie, les tripes à la mode de Caen sont une façon ingénieuse et goûteuse d’accommoder les abats du bœuf, dont la réputation a largement franchi les frontières de la Normandie, qui connaît pourtant d’autres façons tout aussi savoureuses de les préparer, comme à La Ferté-Macé, où on les apprête en paquets, à Coutances, où on utilise de la crème, ou à Authon-du-Perche, avec du lard, mais c’est la version caennaise qui jouit d’une renommée internationale. L’andouille de Vire est également renommée.
La Normandie est la première région productrice d'huîtres, de moules et de coquilles Saint-Jacques de France.
Un dessert propre à la Normandie est la teurgoule, datant du XVIIe siècle, dessert confectionné avec du riz et de la cannelle, pris par les corsaires normands aux Espagnols.
Les pommes jouent un rôle prépondérant dans la cuisine normande, tant dans les desserts que dans la fabrication du cidre, ainsi que de l'eau-de-vie de cidre, appelée Blanche, dite calvados. Le trou normand est un petit verre de calvados, avalé d'un seul coup en plein milieu du repas, pour stimuler l'appétit. Le pommeau, apéritif à base de calvados et de cidre, est de plus en plus exporté.
Le poiré et l'alcool de poire s'y produisent également. Ancienne région viticole, elle utilise également le raisin.
Les aliments les plus susceptibles de se retrouver dans une recette identifiée comme appartenant à la cuisine normande sont ses produits phares, tels que les pommes (dites « de l’air » et utilisées comme légumes), le beurre, la crème, le cidre et le calvados.
La Normandie est la terre natale de Guillaume Tirel, dit Taillevent, auteur d'un des premiers livres de recettes de l'histoire culinaire française : le Viandier.

## Produits et spécialités gastronomiques normandes

### Viande

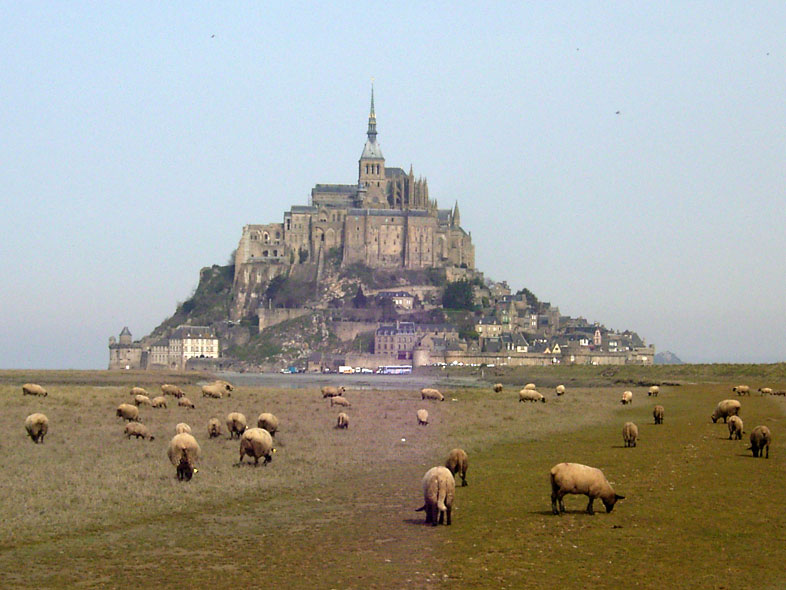
Les agneaux de prés salés, du mont Saint-Michel.

- Mouton et agneau de prés salés du mont Saint-Michel, AOC depuis 2010 (baie du Mont-Saint-Michel et côte ouest du Cotentin), des races Avranchin et Roussin de la Hague en Cotentin
- Porc de Normandie, Label rouge, IGP Normandie
- Volailles de Normandie (poulet, dinde, chapon, pintade, oie) fermières, Label rouge,  IGP Normandie)
- Bœuf de race normande
- Veau fermier de Normandie nourri au lait entier

### Produits de la mer
- Bulots, notamment le Bulot de la Baie de Granville, IGP Normandie depuis 2019[1]
- Coquille Saint-Jacques de Normandie, Label rouge, pêchée en baie de Seine (Port-en-Bessin et Grandcamp-Maisy notamment), et baie du mont Saint-Michel (Granville)
- Bar de ligne du Cotentin
- Crevette grise de Honfleur
- Homard du Cotentin, dont les Demoiselles de Cherbourg
- Huître de Saint-Vaast-la-Hougue, Isigny-sur-Mer (Grandcamp-Maisy, Isigny-sur-Mer et Utah Beach), de la côte ouest du Cotentin (Agon-Coutainville, Blainville-sur-Mer, Chausey, Denneville, Gouville-sur-Mer, Pirou, Saint-Germain-sur-Ay)
- Lisette de Dieppe
- Maquereau de Trouville-sur-Mer
- Moule de Barfleur (pleine mer) et de bouchots, sur la côte ouest du Cotentin et Utah Beach

### Charcuterie

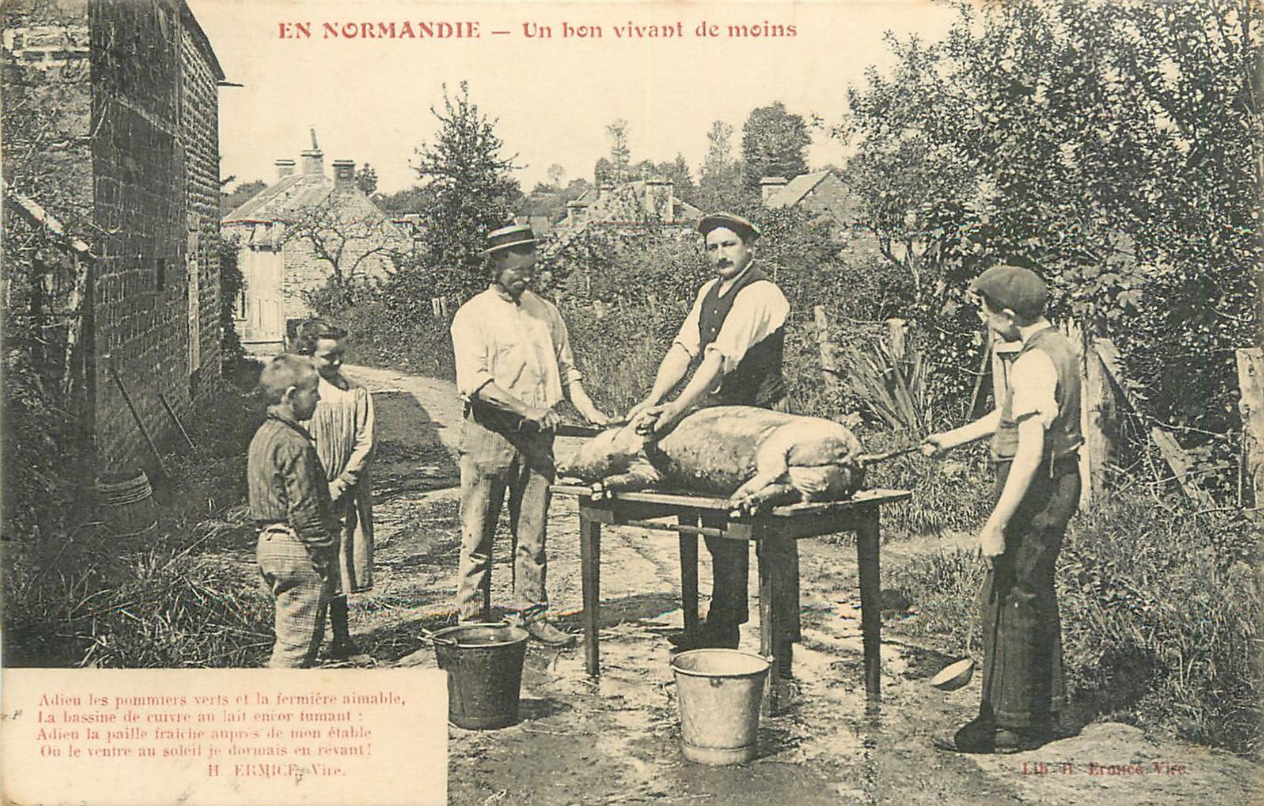
Tuade d'un cochon en Normandie.

- Andouille de Vire
- Andouillette d'Alençon
- Andouillette à la rouennaise
- Boudin de Saint-Romain
- Boudin blanc d'Essay
- Boudin noir de Mortagne-au-Perche
- Boudin noir de Coutances
- Cervelas aiglon, de L'Aigle
- Lapin à la havraise
- Rillettes d’oie d'Évreux
- Tripes à la mode de Caen

### Produits laitiers
- Beurre d'Isigny, AOC
- Beurre de Valognes
- Crème d'Isigny, AOC

### Fromages

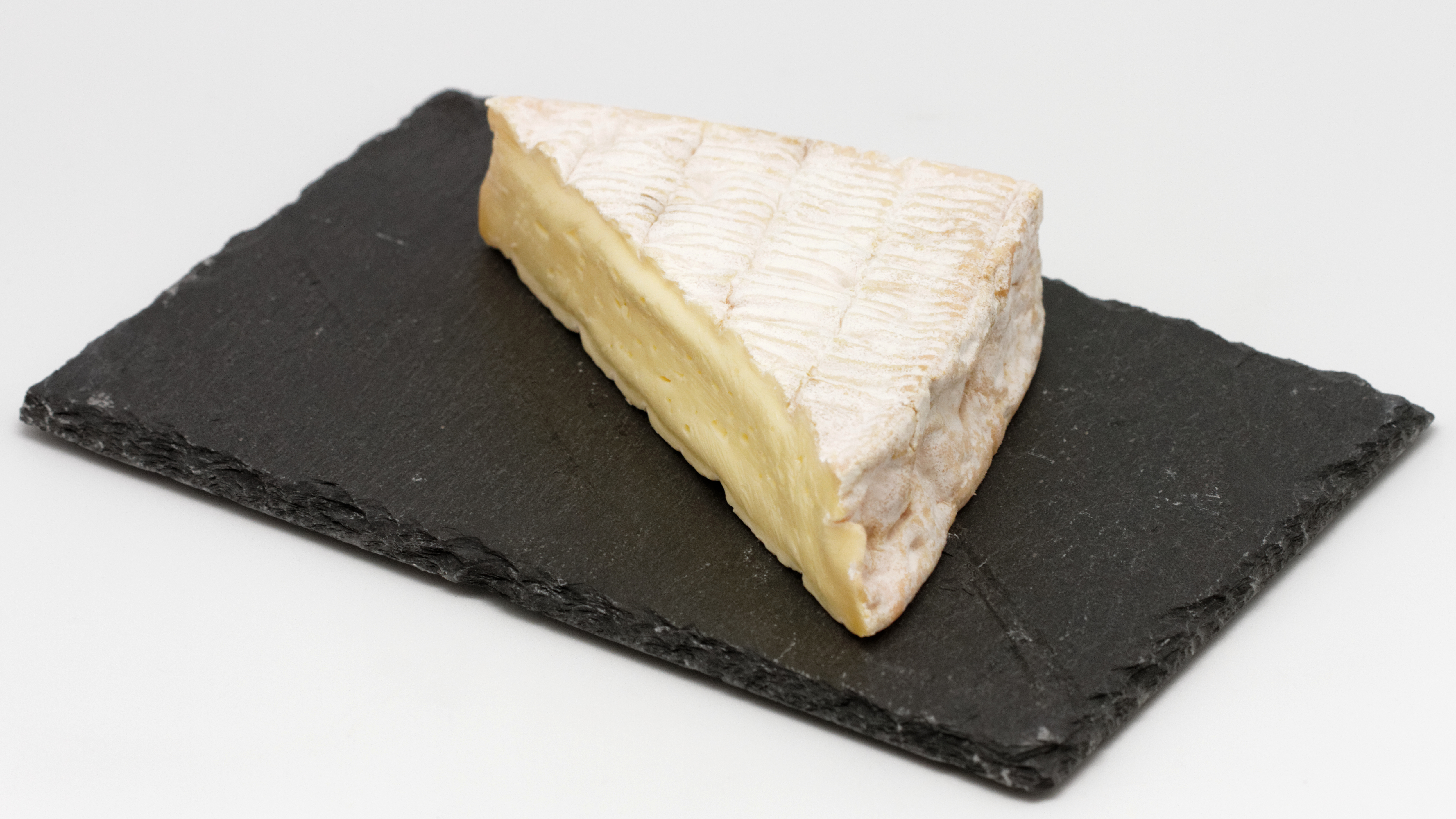
Pont-l'évêque.

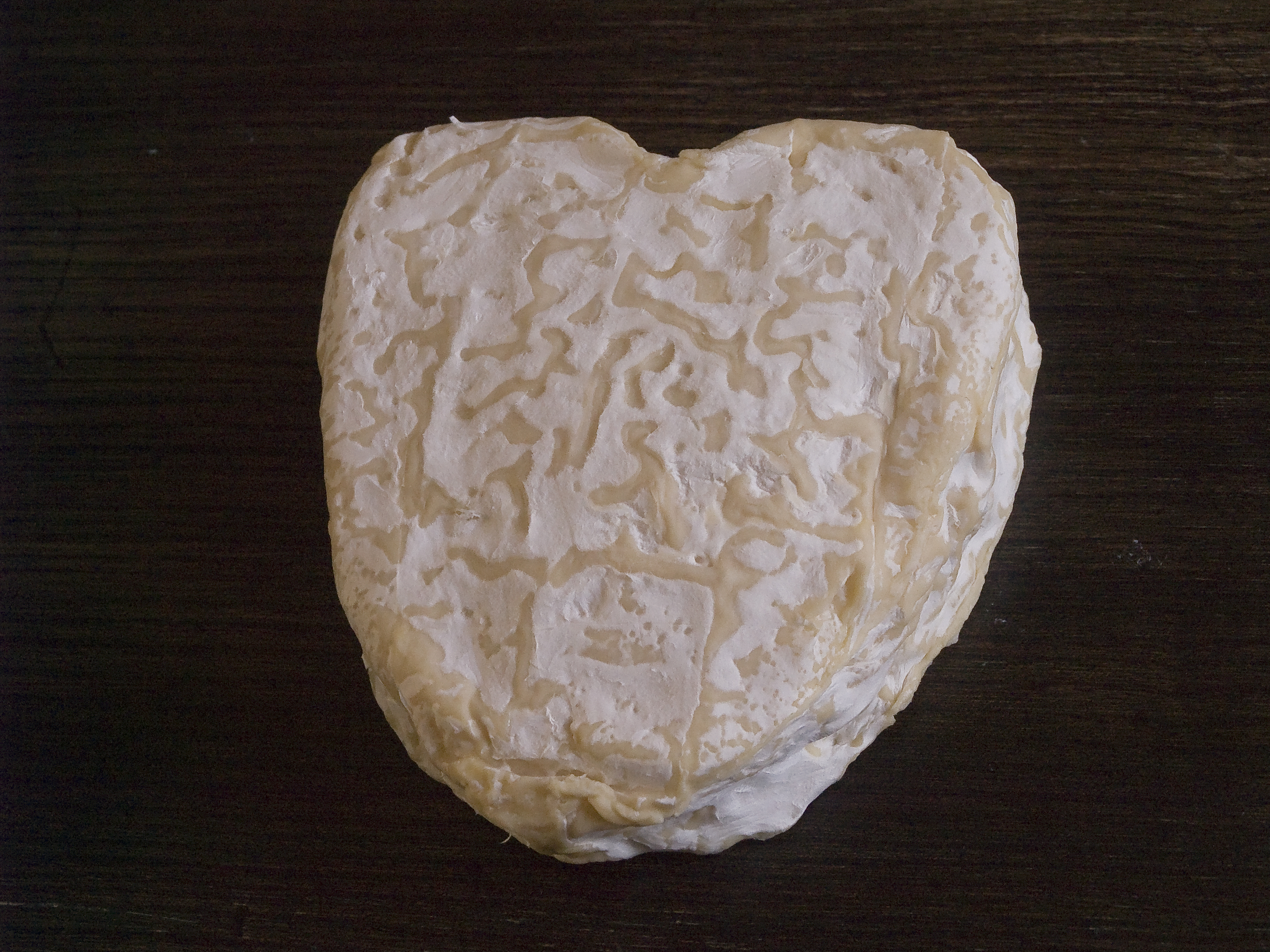
Neufchâtel.

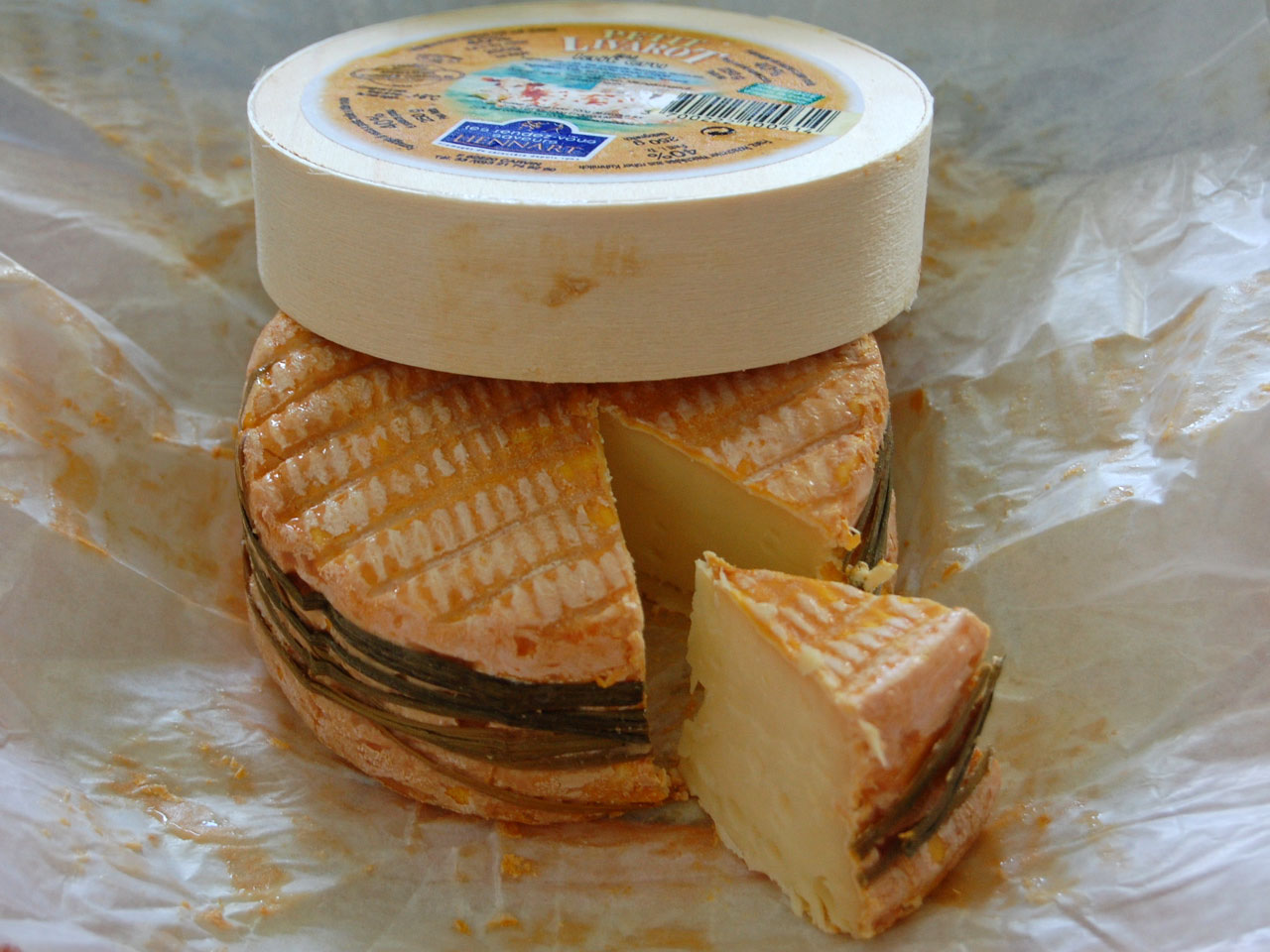
Livarot.

- Angelot
- Bondard
- Bondon
- Bouille
- Boursin
- Brillat-savarin
- Brique de Lisieux
- Camembert de Normandie, AOC
- Carré de Bray
- Carré frais
- Coutances
- Excelsior
- Demi-sel
- Fin de siècle
- Fromage caillé frais de la Manche
- Gournay
- Graindorge affiné au calvados
- Graval
- Le Pavé du Plessis
- Les Hayons
- Livarot, AOC
- Maromme
- Montcarré
- Neufchâtel, AOC
- Notre-Dame de Carentan
- Notre-Dame de Grâce
- Pavé d’Auge
- Petit Suisse
- Pont-l'évêque, AOC
- P'tit Havrais
- Trappe de Bricquebec

### Légumes
- Carotte de Créances, AOC
- Poireau de Créances
- Poireau Monstrueux de Carentan

### Fruits
- Cerises de Duclair
- Poire Louise Bonne, d'Avranches
- Pomme Calville
- Poire Doyenné, d'Alençon
- Poire Passe-Crassane de Rouen

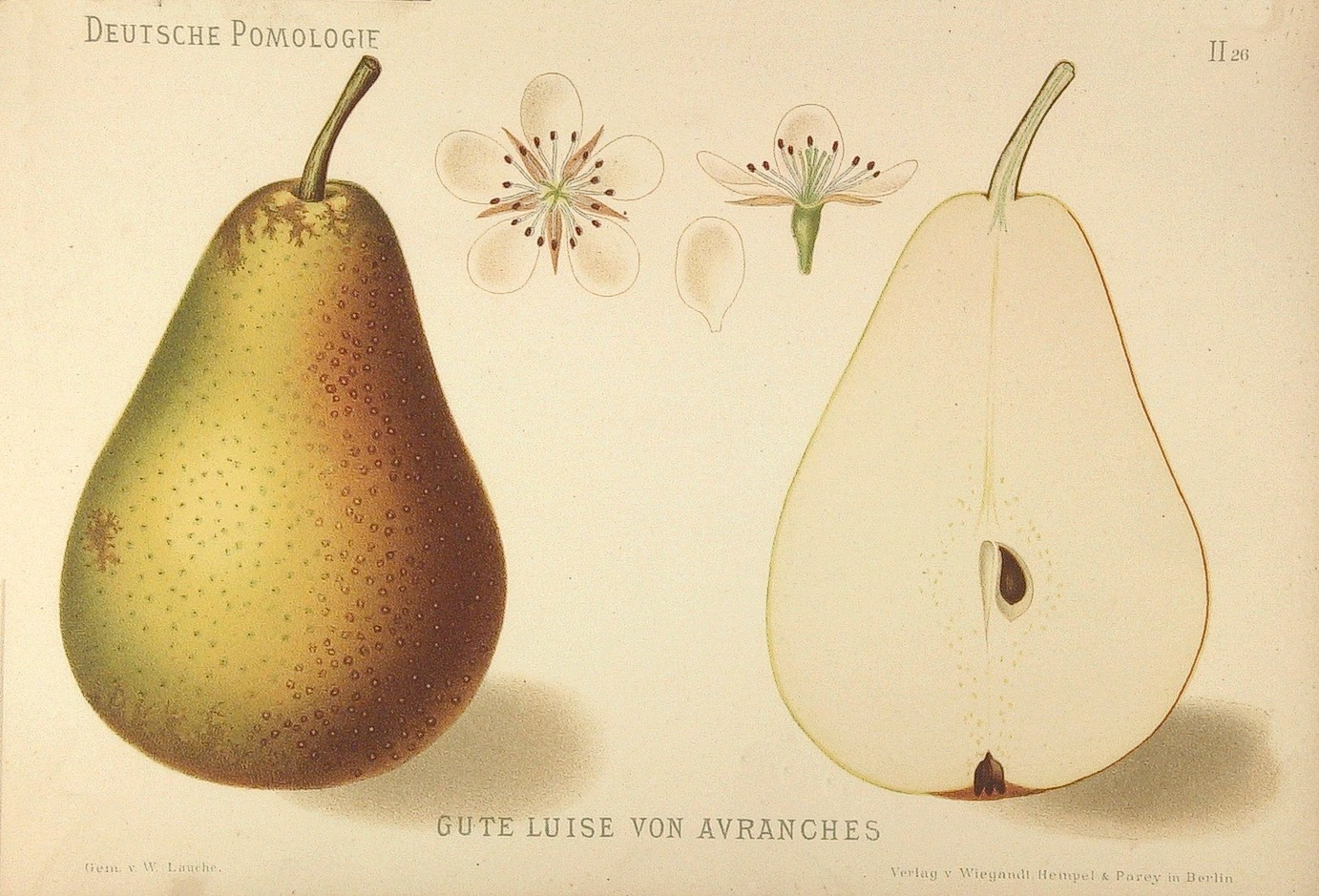
Louise Bonne d’Avranches.

- Pommes à cidre : À la Faux ; Carnette ; Charge-Souvent ; De Cheminée ; De la Banque ; Gros Moussette ; Médaille d’Or ; Mettais ; Tête de Brebis, Crolon[Quoi ?]
- Poire à poiré : Plant de Blanc
- Poire de fisée

### Boissons
- Bénédictine
- Calvados
- Calvados du Domfrontais, AOC
- Calvados Pays d'Auge, AOC
- Cidre du Pays d'Auge, AOC
- Flip
- Grog au cidre
- Grog normand

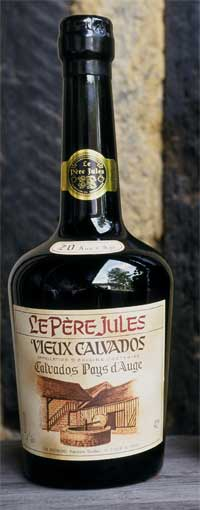
Calva.

- Kir normand, cidre et crème de cassis
- Noyau de Vernon
- Poiré de Domfront, AOC
- Pommeau de Normandie, AOC
- Pierval (eau de source)
- Vinaigre de cidre

### Confiseries
- Berlingots de Falaise
- Bouchons d'Alençon
- Caramels à la crème de camembert
- Caramels d'Isigny
- Chiques à la menthe de Bayeux
- Confiture de lait
- Crottins du Haras
- Diamants normands
- Étriers normands
- Galets en pâte d'amande du Havre
- Pâtes de fruits de l'abbaye Notre-Dame de la Protection
- Pierres de Notre-Dame (ou « vieux pavés ») d'Alençon
- Pomme au calvados
- Sucre de pomme
- Truffes à la Bénédictine
- Truffes au calvados

## Spécialités culinaires normandes

### Entrées
- Andouille chaude à la Bovary

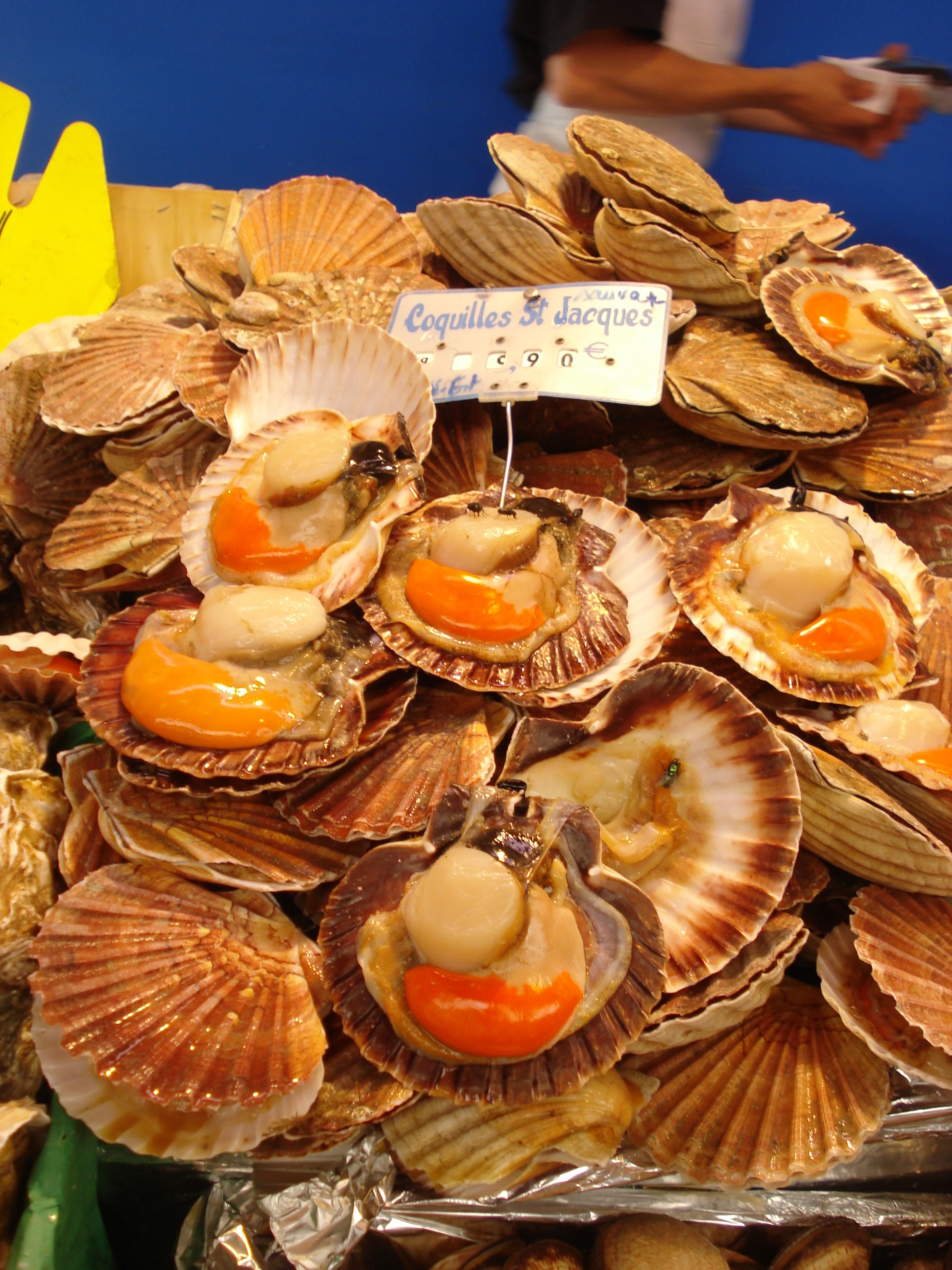
Coquilles Saint-Jacques.

- Coquilles Saint-Jacques de Granville à la crème
- Crème de fruits de mer à la marinière
- Crêpes Saint-Pierre au pommeau
- Croquettes de camembert
- Feuilleté au camembert
- Feuilleté d’andouille de Vire au camembert au lait cru
- Ficelle du pays de Caux
- Fondue normande
- Grenouilles comme à Boulay
- Harengs marinés de Honfleur
- Œufs à la normande
- Œufs brayons
- Omelette de la mère Poulard
- Quiche de Honfleur
- Salade cauchoise
- Salade fécampoise
- Salade normande
- Soufflé de crevettes
- Soupe à la graisse
- Soupe à l'échalote d'Avranches
- Soupe de moules d’Étretat
- Soupe de saumon du Mont-Saint-Michel
- Soupe paysanne de Mortain
- Tarte de boudin noir aux pommes
- Tarte au camembert

### Abats
- Boudin blanc d’Avranches

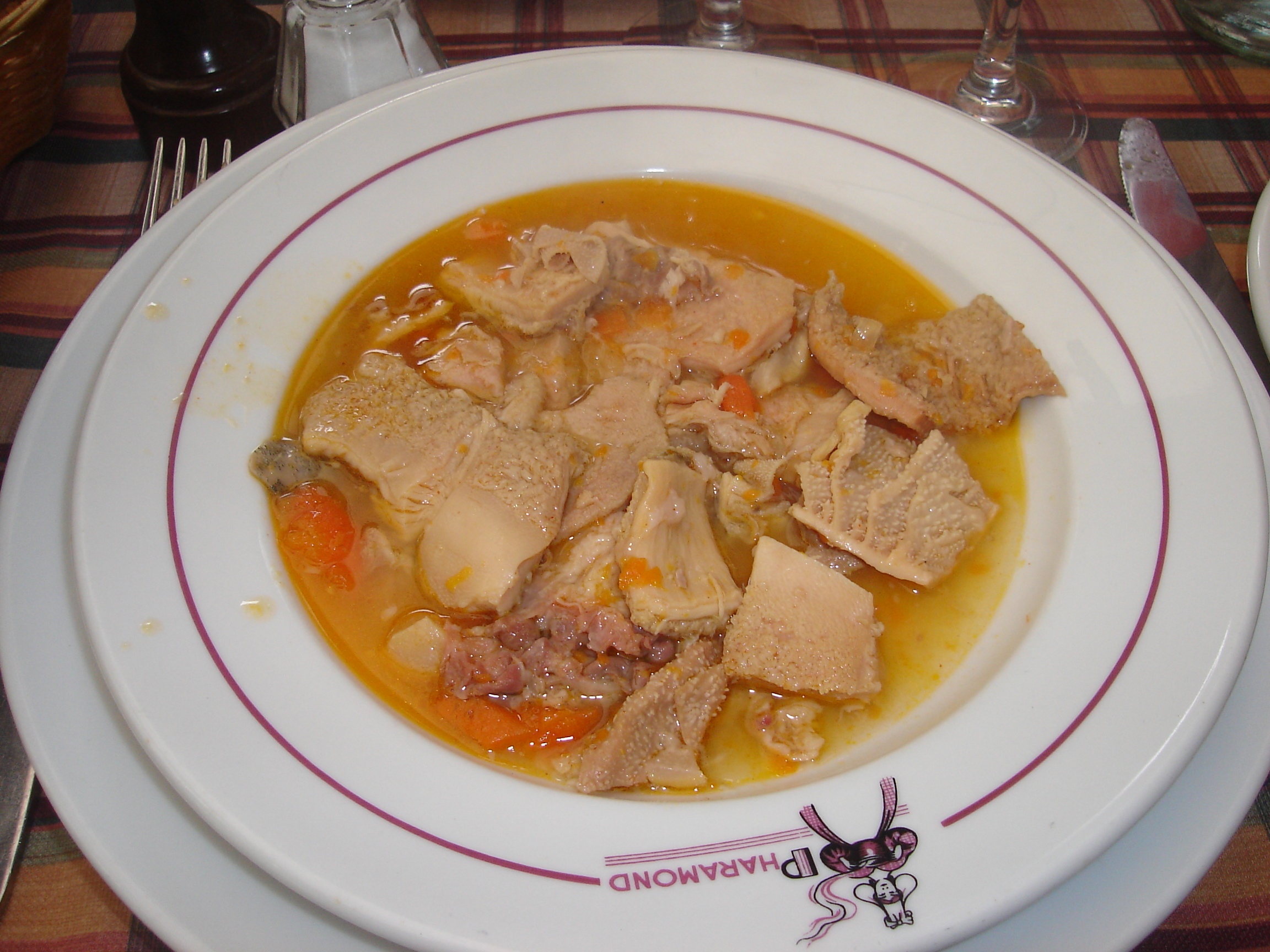
Tripes à la mode de Caen.

- Pâté de lapin de garenne à la mode de Gisors
- Sanguette d’Alençon
- Tripes à la mode de Caen
- Tripes en brochette de La Ferté-Macé
- Tripes à la crème de Coutances
- Tripes à la mode de Longny
- Tripes à la mode de Montebourg

### Viande
- Agneau de pré-salé
- Bœuf braisé à la normande
- Cailles flambées au calvados
- Canard vallée d'Auge
- Canard au cidre
- Canard aux griottes
- Canard rouennais en terrine

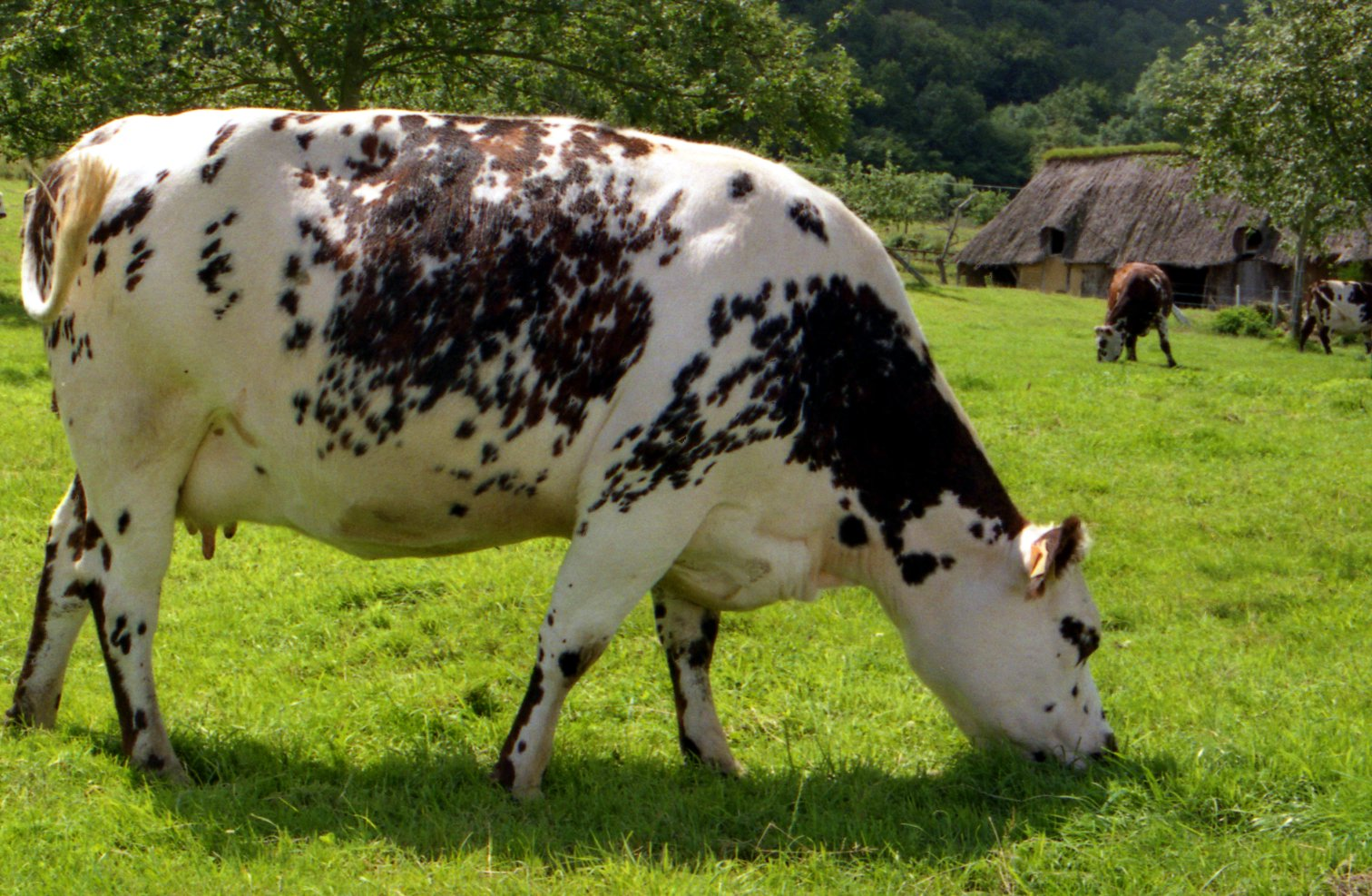
Vache normande.

- Canard au sang (ou Canard à la rouennaise)
- Canetons rôtis à la Duclair
- Compote de lapereau au cidre et au calvados
- Côte de bœuf de Coutances
- Côte de veau à la normande
- Côte de veau gratinée au pommeau
- Côtes de porc à la normande
- Côtes de porc grillées au camembert
- Côtes de veau à la crème
- Côtes de veau au pommeau
- Côtes de veau vallée d'Auge
- Entrecôte Mère Poulard
- Entrecôte grillée au cœur de camembert
- Escalopes de dinde à la normande
- Escalope de veau vallée d'Auge
- Fricassée de chapon, truffes et cidre
- Fricassée de pintade au calvados et aux deux pommes
- Gigot d’Yvetot : bouilli sauce blanche aux câpres
- Grenadins de veaux aux pommes
- Lapin à la cauchoise
- Lapin à la moutarde au calvados
- Oie en daube d’Alençon
- Perdreau à la normande
- Pied de porc d’Argentan
- Pieds de moutons à la rouennaise
- Pintade vallée d'Auge
- Pintade au cidre
- Poularde gratinée des Andelys
- Poule au blanc
- Poulet vallée d'Auge
- Poulet sauté d’Yvetot

### Poisson et crustacés
- Anguilles du Marais-Vernier à la normande
- Barbue au cidre
- Carrelet au cidre
- Civet de homard au cidre
- Coquilles Saint-Jacques à la honfleuraise
- Coquilles Saint-Jacques à la rouennaise
- Coquilles Saint-Jacques de Dieppe poêlées à la crème
- Côtelettes de saumon à l'andouille de Vire
- Crevettes au cidre
- Dorade au cidre
- Demoiselles de Cherbourg à la nage
- Filets de soles à la normande
- Galettes fécampoises
- Gratin d'huîtres à la Chandivert
- Hareng grillé sauce moutarde
- Harengs à la tréportaise
- Harengs sauce Chausey
- Huîtres du Cotentin chaudes au pommeau
- Huîtres creuses de Denneville grillées
- Maquereaux marinés au vin blanc
- Marmite dieppoise
- Matelote normande
- Matelote au cidre
- Moules à la crème
- Plie au cidre
- Queues de merlan à la mode de Cherbourg
- Rougets à la sauce verte de Chausey
- Saumon au cidre
- Sole vallée d'Auge
- Sole au cidre
- Sole belle normande
- Soles à la dieppoise
- Truite à la normande
- Turbot à la normande

### Sauces
- Graisse normande
- Sauce à la cauchoise
- Sauce à la dieppoise
- Sauce normande
- Sauce rouennaise
- Beurre de crabe d’Avranches
- Sauce verte de Chausey

### Légumes
- Champignons à la normande
- Chou-fleur à la normande
- Laitues de Dame Simone
- Pommes de terre à la braytoise
- Pommes de terre Neufchâtel

### Boulangerie
- Baguette argentanaise
- Gâche
- Garot
- Grignette (Caen)
- Pain brié
- Pain de Cherbourg
- Pain de Dieppe
- Pain garrot du Cotentin
- Pain à soupe (Manche)

### Pâtisserie
- Aumônières de pommes au calvados
- Bec de Flers
- Beignets normands aux pommes
- Bourdelots aux pommes
- Brandon
- Brasillé
- Brioche d'Évreux
- Brioche de Gisors
- Brioche du Vast
- Brioche de Moulins-la-Marche
- Brioche de Gournay
- Chartreuse de pommes
- Douceur argentanaise
- Douillons aux poires
- Duchesses de Rouen
- Fallue
- Feuilleté aux pommes à la normande
- Flan normand
- Fouace de Caen
- Galette de Normandie
- Galette du Vexin normand
- Galette de pommes de Gacé
- Galettes à la pâte d'amande
- Gâteau fouetté de Saint-Lô
- Gâche
- Gâteau de lait
- Grévillais
- Macarons de Bellême
- Macarons de Rouen
- Mirliton de Pont-Audemer
- Mirlitons de Rouen
- Roulettes de Rouen
- Sablés normands
- Sablés d'Argentan
- Sablés d'Asnelles
- Sablés de Bayeux
- Sablés de Caen
- Sablés de Deauville
- Tarte au sucre d'Yport
- Tarte aux cerises de Duclair
- Tarte aux pommes normande
- Tarte aux pommes chaudes, à la crème et au calvados
- Tarte fine aux pommes normande

### Dessert
- Crêpes à la bénédictine

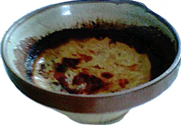
La teurgoule, dessert traditionnel normand.

- Crêpes cauchoises flambées aux pommes
- Croquettes d’Argentan
- Croûtes normandes
- Omelette vallée d’Auge
- Pain perdu à la normande
- Piquette
- Pommes à la grivette
- Pommes au camembert
- Soufflé à la bénédictine
- Soufflé normand
- Terrine normande
- Teurgoule, ou bourgoule, ou terrinée normande.

## Traditions
L’expression « trou normand » désigne l'habitude, fort populaire autrefois, lors des repas copieux, de boire d'un seul coup un petit verre de calvados entre deux plats de résistance. Les adeptes du trou normand en disaient qu'il restaurait l'appétit en creusant l'estomac et en précipitant la digestion. Avec le temps et l'évolution des croyances en matière de diététique, on s'est mis à affirmer qu'il avait pour effet de dissoudre les graisses. Une version moderne allégée du trou normand consiste à le servir en sorbet au calvados.

## Glossaire
- Billette : cheville de bois de coudrier servant à maintenir « les tripes à la mode fertoise » en petits paquets en forme de paupiette
- Beurrée : tartine
- Bouillotte : alambic du bouilleur de cru ambulant
- Bourdin : tarte aux pommes
- Demoiselle : petit homard
- Égrenée : pain trempé dans du lait ou du cidre
- Flip : boisson à base de calvados, de cidre (ou de poiré) et de miel
- Galichon : la dernière galette faite avec la fin de la pâte
- Lisette : petit maquereau.
- Mielles : parcelles de sable blanc, composé d'alluvions et alimenté par des apports de varech, servant d'engrais végétal naturel propices à la culture maraîchère, dans le Cotentin : Surtainville au nord, Créances au centre et Lingreville au sud
- Moque : récipient traditionnel dans lequel on sert le cidre
- Tripière : récipient en terre destiné à la cuisson des tripes

## Expressions
- « Champagne normand » : cidre bouché.
- « Vendanges normandes » : période de récolte des pommes à cidre fin septembre, début octobre ; un jour officiel est annoncé, comme pour les vendanges. Dicton : « À la Saint-Jérôme, hoche tes pommes. »

## Fêtes et festivals normands

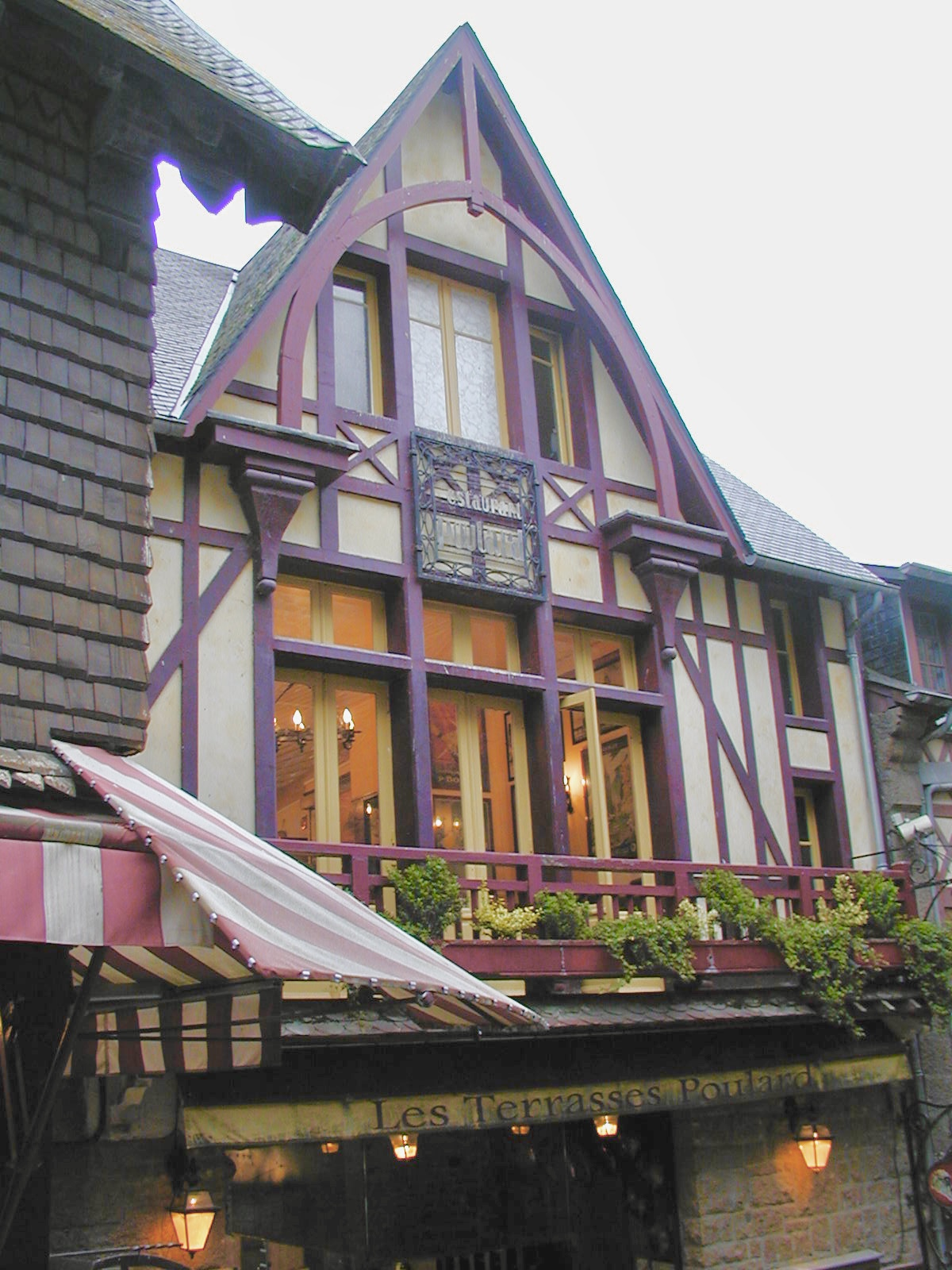
Restaurant normand au Mont-Saint-Michel.

- Février : Moulins-la-Marche, concours de la meilleure brioche.
- Début février : Montebourg, foire millénaire de la chandeleur, Confrérie cassine des tripes et pieds de porc, dégustation et vente. Fête foraine, stands produits du terroir normand, rôtisseurs, déballeurs.
- Mi-février : Granville, carnaval depuis 1873.
- Mars : Noyers-Bocage, concours internationaux de terrines de campagne traditionnelles et créatives[2].
- Premier dimanche de mars : Bourneville (maison des métiers), démonstration de charcuterie ; Hauville (Moulin de Hauville), dégustation de beignets.
- Premier dimanche du mois de mars à novembre : La Haye-de-Routot, cuisson du pain.
- Mi-mars : Bernay, concours du pâté de truite.
- Dimanche des Rameaux : Le Neubourg, comice agricole.
- Troisième week-end de mars : Mortagne-au-Perche, foire internationale du boudin.
- Saison de Pâques: Vimoutiers, concours de cidre et de tarte aux pommes.
- Fin mars : Longueville-sur-Scie, concours de cidre.
- Début avril : La Ferté-Macé, concours de tripes en brochettes.
- Premier week-end d’avril: La Haye-de-Routot, Fête du pain et des sabots.
- Fin avril : Pirou, foire aux bulots, vente, dégustation, rôtisseurs.
- 1er mai : Longny-au-Perche, concours national du meilleur plat de tripes, et foire aux tripes ; Marais-Vernier, fête de l’estampage.
- Premier week-end de mai: Cambremer, festival des AOC.
- Début mai : Cherbourg, concours et foire gastronomique ; Le Molay-Littry, fête au moulin de Marcy ; Pont-l'Évêque, concours du fromage de Pont-l'Évêque ; Lessay, petite foire Saint-Thomas.
- Ascension : L'Aigle, Quatre jours de L'Aigle, cervelas aiglon.
- Deuxième dimanche de mai : Bourneville (maison des métiers), démonstration de boulangerie.
- Mi-mai : Crèvecœur-en-Auge, foire aux produits locaux.
- Fin mai : Falaise, week-end gourmand ; Le Tréport, foire aux moules.
- Fin mai à début juin : Vernon, foire aux cerises.
- Juin : Auffay, fête du cidre ; Saint-Hilaire-du-Harcouët, concours de saucisses.
- Fin juin : Avenay, concours interrégional du pain, ville à désigner, en 2014 ; Haras national du Pin, organisé par la Maison cidricole normande (ARDEC ), concours de la Saint-Jean des cidres et poirés AOC l'excellence des produits cidricoles normands.
- Juillet : Bas-Courtils, fête du pré-salé ; Le Mesnil-sous-Jumièges, marché aux cerises.
- Juillet : Barfleur, fête de la moule sauvage de Barfleur, dégustation, vente.
- Juillet : Yport, fête du maquereau, dégustation, vente.
- Juillet : Dives-sur-Mer, fête du maquereau, dégustation, vente.
- Deuxième week-end de juillet, une année sur deux : Mantilly, fête du poiré.
- Mi-juillet : Gavray, marché normand.
- Dernier dimanche de juillet : Camembert, fête du camembert.
- Fin juillet : Denneville, fête de l'huitre et fruits de mer, dégustation et vente, vide-greniers, repas dansant.
- Fin juillet : Bricquebec, fête de la sainte Anne, fête foraine, rôtisseurs, défilé, fanfare, feu d'artifice au château médiéval.
- Début août : Trouville-sur-Mer : fête du maquereau, dégustation, vente, animations.
- Août : Le Mesnil-sous-Jumièges, marché aux prunes.
- Début août : Lisieux, foire aux picots.
- Premier week-end d'août : Livarot, foire aux fromages et produits régionaux ; Jobourg, foire au mouton Roussin de la Hague, concours, animations, festivités ; Grandcamp-Maisy, fête des crevettes bouquet, animations sur la plage.
- Second dimanche d'août : Créances, fête de la carotte, vide-greniers, rôtisseurs.
- Mi-août : Callengeville, fête du battage à l'ancienne.
- Fin août : Beaubec-la-Rosière, grande foire aux melons ; Pont-l'Évêque, concours d'animaux gras et dégustation d'entrecôtes grillées.
- Mi-septembre : Clinchamps-sur-Orne, fête du brasillé ; Dives-sur-Mer, foire aux melons ; Gournay-en-Bray, foire aux harengs, fromage, cidre.
- Mi-septembre : Lessay, foire millénaire de la Sainte-Croix, rôtisseurs, marché aux bovins, ovins, chevaux.
- Fin septembre : Argentan, concours de daguet cuisiné ; Granville, fête des coquillages et crustacés, vente à la criée ; Brix, foire de la Saint-Denis, fête foraine, rôtisseurs, concours hippique, vide-greniers, déballeurs, marché aux bovins, ovins.
- Fin septembre, autour du 29 septembre pour la Saint Michel : la Fête des Normands, fête régionale de la Normandie, célébrée sur l'ensemble du territoire normand et au-delà.
- Troisième dimanche de septembre : Caudebec-en-Caux, concours de pâtisseries normandes.
- Dernier dimanche de septembre : Bellême, journées mycologiques.
- Dernier week-end de septembre, les années paires : Caudebec-en-Caux, fête du cidre.
- Premier week-end d’octobre : Saint-Pierre-lès-Elbeuf, fête gastronomique ; Honfleur : fête de la crevette et fruits de mer, dégustation, vente et animations.
- Octobre : Flers, concours de tourte au canard ; Le Mesnil-sous-Jumièges, marché aux pommes ; Sommery, week-end champignons ; Valognes, fête de la pomme.
- Début octobre: Barenton, exposition pomologique ; Carrouges, exposition pomologique ; Houlgate, concours de teurgoule.
- Premier week-end d’octobre : Longny-au-Perche, concours de terrine forestière.
- Mi-octobre : Caen, concours de tripes à la mode de Caen ; Soumont-Saint-Quentin, fête du cidre.
- Mi-octobre : Gavray, foire Saint-Luc, vide-greniers, fête foraine, déballeurs, rôtisseurs.
- Troisième vendredi d'octobre: Athis, concours de bourdelots et charlottes.
- Fin octobre : Vimoutiers, foire de la pomme ; Trévières, fête de la pomme.
- Fin octobre/début novembre : Le Bény-Bocage, concours de rillettes d'oie et de foie gras ; Beuvron-en-Auge, fête du cidre.
- Dernier week-end d’octobre : Pont-d'Ouilly, foire de la pomme.
- Fin octobre/fin novembre/fin décembre : Le Neubourg, marché au foie gras.
- Mi-octobre/début novembre : Yvetot, pilaison à la ferme cauchoise du Fay.
- Fin octobre : Étouvy, foire gastronomique d'Étouvy ; Villers-sur-Mer, fête de la coquille Saint-Jacques, dégustation, vente, animations, foires des produits gastronomiques.
- Toussaint : Vire, foire à l'andouille.
- Début novembre : Dieppe, foire aux harengs et coquilles Saint-Jacques ; Gacé, marché au foie gras ; Sommery, grande fête de la pomme et du cidre ; Port-en-Bessin-Huppain, fête de la coquille Saint-Jacques et des produits de la mer, dégustation, vente.
- Début novembre : Saint-Hilaire-du-Harcouët, foire millénaire de Saint-Martin, foire aux bovins, chevaux, poneys, fête foraine, rôtisseurs, déballeurs.
- Premier dimanche du mois de novembre à avril : Sainte-Opportune-la-Mare, marché aux pommes.
- 11 novembre : Lieurey, foire aux harengs.
- Novembre : Noyers-Bocage, concours de galantine de volaille[2], et concours de pâté de foie de porc[2].
- Mi-novembre : Neufchâtel-en-Bray, foire Saint-Martin.
- Dernier week-end de novembre : Essay, foire au boudin blanc.
- Fin novembre : Saint-Valery-en-Caux, fête du hareng et du cidre ; Londinières, foire aux fromages et aux plaisirs de la table ; Livarot, foire Saint-André et dégustation de tripes.
- 1er décembre : Valognes, marché au foie gras.
- Début décembre : Avranches, foire du boudin blanc ; Grandcamp-Maisy, fête de la coquille Saint-Jacques, dégustation, vente.
- 6 décembre: Évreux, foire Saint-Nicolas.
- Mi-décembre : L'Aigle, marché au foie gras cru ; Sées, foire à la dinde.
- Fin décembre : Bayeux, marché au foie gras.

## Marchés normands

### Lundi
Bolbec, Bourg-Achard, Bricquebec, Briouze, Buchy, Cany-Barville, Carentan, Gisors, Juvigny-le-Tertre, Langrune (saisonnier), Le Havre, Pont-Audemer, Pont-d'Ouilly, Pont-l'Évêque, Rémalard, Saint-James, Saint-Pierre-sur-Dives, Tinchebray, Torigni-sur-Vire, Vierville-sur-Mer, Vimoutiers (après-midi).

### Mardi
Perseigne, Andelle, Argentan, Athis, Balleroy, Barfleur, Beaumont-le-Roger, Beuzeville, Blonville (saisonnier), Bréhal, Caen (rue de Bayeux), Cherbourg, Courseulles-sur-Mer, Coutainville, Damville, Deauville, Dieppe, Dozulé, Ducey, Duclair, Gaillon, Goderville, Gournay-en-Bray, Grandcamp-Maisy, Hambye, L'Aigle, Le Havre, Quettehou, Le Tréport, Lessay,Le Val-Saint-Père, Montreuil-l'Argillé, Nocé, Notre-Dame-de-Cenilly, Ouistreham (bourg), Passais-la-Conception, Portbail, Rouen, Saint-Clair, Sourdeval, Thury-Harcourt, Vassy, Villedieu-les-Poêles, Villers-sur-Mer, Villerville, Yerville.

### Mercredi
Bacqueville-en-Caux, La Barre-en-Ouche, Bayeux, Bernières-sur-Mer, Bonnebosq, Breteuil-sur-Iton, Cabourg, Caen (Calvaire Saint Pierre), Carrouges, Cerisy-la-Forêt, Creully, Criel-sur-Mer, Étrépagny, Évrecy, Évreux (centre), Flers, Ifs, Isigny, Landelles-et-Coupigny, Le Havre, Le Mêle-sur-Sarthe, Le Neubourg, Le Theil-sur-Huisne, Lillebonne, Lisieux (haute ville), Longny-au-Perche, Luc-sur-Mer (saisonnier), Méry-Corbon, Mont-Saint-Aignan, Nonancourt, Orbec, Potigny, Rouen, Routot, Saint-Étienne-du-Rouvray, Saint-Georges-du-Vièvre, Saint-Hilaire-du-Harcouët, Saint-Nicolas-d'Aliermont, Saint-Pierre-Église, Thaon, Trouville-sur-Mer, Valmont, Vernon, Veules-les-Roses (juillet-août), Villers-Bocage, Yport, Yvetot.

### Jeudi
Alençon, Argences, Asnelles (saisonnier), Bacilly, Bellême, Belval, Blangy-le-Château, Bretteville-sur-Laize, Brionne, Caen (La Guérinière), Caumont-l'Éventé, Cerences, Cerisy-la-Forêt, Cherbourg, Conches, Condé-sur-Noireau, Condé-sur-Vire, Coutances, Dieppe, Douvres, Étretat, Ézy-sur-Eure, Fontaine-le-Dun, Forges-les-Eaux, Ger, Granville, Houlgate, La Ferté-Frênel, La Ferté-Macé, La Haye-du-Puits, La Haye-Pesnel, Le Bény-Bocage, Le Havre, Le Molay-Littry, Le Passou, Le Teilleul, Lieurey, Lion-sur-Mer (saisonnier), Livarot, Londinières (après-midi), Lyons-la-Forêt, Marigny, Mondeville, Montbray, Montivilliers, Montmartin-sur-Mer, Pontorson, Moulins-la-Marche, Pacy-sur-Eure, Pavilly, Putanges-Pont-Écrepin, Quillebeuf-sur-Seine, Remilly-sur-Lozon, Rouen, Saint-Aubin, Sainte-Mère-Église, Saint-Étienne-du-Rouvray, Saint-Pierre-Église, Saint-Pois, Tessy-sur-Vire, Trun.

### Vendredi
Argentan, Auffay, Beaumont-le-Roger, Blainville-sur-Orne, Blonville (saisonnier), Brecey, Broglie, Caen (place Saint-Sauveur), Cahagnes, Cambremer, Canisy, Clères (après-midi), Colombelles (après-midi), Cormeilles, Courseulles, Courtomer, Deauville, Écouché, Eu, Fauville, Gisors, La Bonneville-sur-Iton, Langrune-sur-Mer, Le Havre, Les Pieux, May-sur-Orne, Mont-Saint-Aignan, Montsurvent, Notre-Dame-de-Gravenchon, Ouistreham (Riva-Bella), Picauville, Pont-Audemer, Roncey, Rouen, Saint-Denis-le-Vetu, Sainte-Adresse, Saint-Jean-de-Daye, Saint-Julien-le-Faucon, Saint-Laurent-de-Terregatte, Saint-Valery-en-Caux, Sartilly, Tourouvre, Trévières, Val-de-Reuil (après-midi), Valognes, Villers-sur-Mer, Villerville, Vimoutiers, Vire.

### Samedi
Agon, Alençon, Amfreville, Aumale (après-midi), Aunay-sur-Odon, Avranches, Barentin (après-midi), Barfleur, Barneville-Carteret, Bayeux, Beaumont-Hague, Beaumont-en-Auge, Beuvron (matin), Bernay, Bolbec, Bourgtheroulde, Bretteville-l'Orgueilleuse, Caen (boulevard Leroy), Caudebec-en-Caux, Cerisy-la-Salle, Charleval, Coulouvray, Coutainville, Dieppe, Dives-sur-Mer, Domfront, Doudeville, Envermeu, Épron, Évreux, Falaise, Fécamp, Flers, Fleury-sur-Andelle, Fleury-sur-Orne, Gacé (après-midi), Gavray, Grandcamp-Maisy, Granville, Honfleur, Isigny-sur-Mer, Ivry-la-Bataille, Le Havre, Le Trait (après-midi), Le Tréport, Les Andelys, Lieurey, Lisieux, Louviers, Louvigny, Luc-sur-Mer, Lyons-la-Forêt, Montebourg, Montville, Mortagne-au-Perche, Mortain, Mouen, Neufchâtel-en-Bray, Notre-Dame-du-Touchet, Ouistreham (bourg), Percy, Periers, Pont-Saint-Pierre, Quettreville-sur-Sienne, Rouen, Rugles, Ry, Saint-Laurent-en-Caux, Saint-Lô, Saint-Martin-des-Besaces, Saint-Romain-de-Colbosc, Saint-Sauveur-le-Vicomte, Saint-Sever, Saint-Vaast-la-Hougue, Touques, Troarn, Verneuil-sur-Avre, Vernon, Verson, Veules-les-Roses (juillet-août), Yvetot.

### Dimanche
Alençon, Barenton, Barfleur, Blangy-sur-Bresle, Brionne, Cabourg, Caen (Saint-Pierre), Clécy (de Pâques à fin octobre), Créances, Épaignes, Évreux, Ézy-sur-Eure, Harfleur, La Ferrière-sur-Risle, Le Havre (place des Halles), Le Home-Varaville, Le Vaudreuil, Lingreville, Lyons-la-Forêt, Longueville-sur-Scie, Mézidon-Canon, Noyers-Bocage, Cherbourg-Octeville (Octeville), Pont-de-l'Arche, Port-en-Bessin, Rouen, Saint-Étienne-du-Rouvray, Saint-Martin-de-Bréhal, Saint-Nicolas-d'Aliermont, Saint-Pierre-du-Vauvray, Tilly-sur-Seulles, Trouville-sur-Mer, Villerville (saisonnier).

### Marchés estivaux
Stations balnéaires offrant un marché quotidien en période estivale : Cabourg, Deauville, Dives-sur-Mer, Houlgate, Luc-sur-Mer, Ouistreham, Trouville-sur-Mer, Villers-sur-Mer.

### Vieux marchés
- Cambremer : dimanche matin à Pâques, la Pentecôte, juillet et août.
- Le Molay-Littry : dimanche matin en juillet et août.
- Pont-l'Évêque : dimanche matin en juillet et août.

## Musées

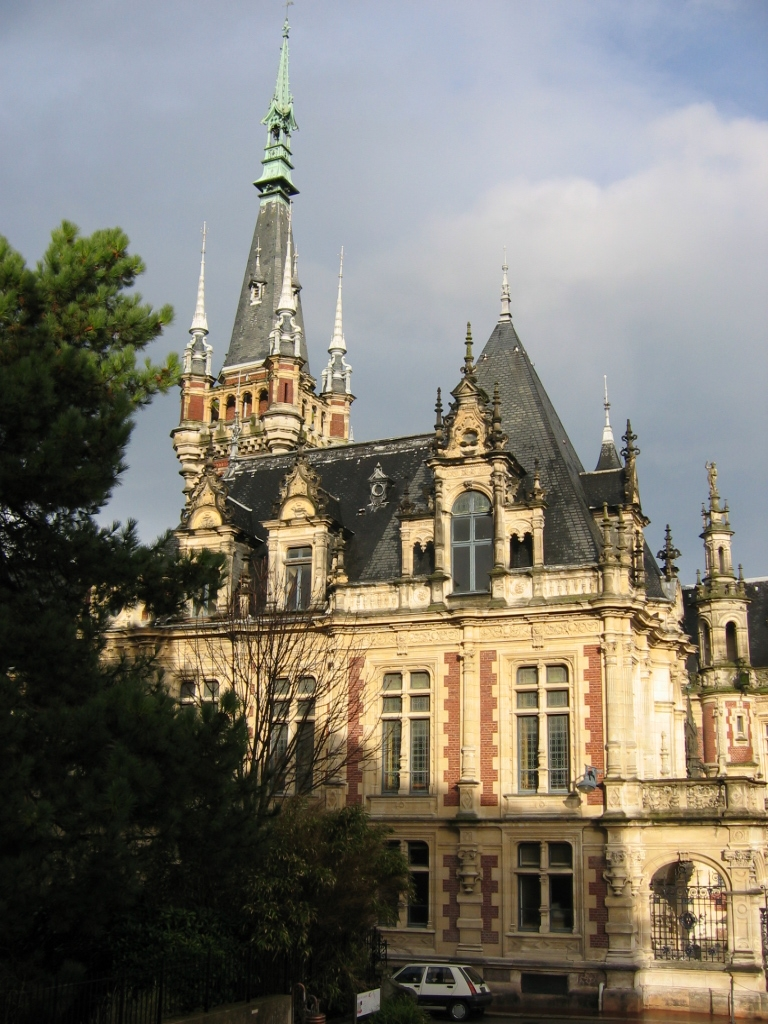
Le palais Bénédictine à Fécamp.

- Maison de la pomme de Sainte-Opportune-la-Mare
- Musée du chocolat de Fécamp
- Maison de la pomme et de la poire de Barenton
- Musée de l’épicerie de Lignerolles
- Musée de la meunerie du Molay-Littry
- Musée de la pomme et du cidre de Rosay
- Musée des techniques fromagères de Saint-Pierre-sur-Dives
- Musée des Terre-Neuvas et de la pêche de Fécamp
- Musée des vieux métiers et de l’eau-de-vie de cidre de Valognes
- Musée du camembert de Vimoutiers
- Musée du cidre de Montaure
- Musée du fromage de Livarot
- Musée du lait de Montebourg
- Musée régional du cidre de Valognes
- Palais Bénédictine de Fécamp

## Associations professionnelles
- Les Toques normandes

## Formation professionnelle
- Lycée hôtelier François-Rabelais, Ifs
- Lycée hôtelier Georges-Baptiste, Canteleu
- Lycée professionnel Daniel-Brottier, Smermesnil
- Lycée professionnel Flora-Tristan, La Ferté-Macé
- Lycée professionnel Jean-Jooris, Dives-sur-Mer
- Lycée professionnel Jules-Lecesne, Le Havre
- Lycée professionnel Notre-Dame-de-Nazareth, Douvres-la-Délivrande
- Lycée professionnel Paul-Cornu, Lisieux
- Lycée technique Clément-Ader, Bernay
- Lycée technique hôtelier Maurice-Marland, Granville

## Personnalités
- Sidoine Benoît
- Michel Bruneau
- Laurent Cesne
- Alexandre Choron
- Auguste Fauchon
- Marie Harel
- Gaston Lenôtre
- Alfred Prunier
- Guillaume Tirel, dit « Taillevent »

## Confréries gastronomiques normandes

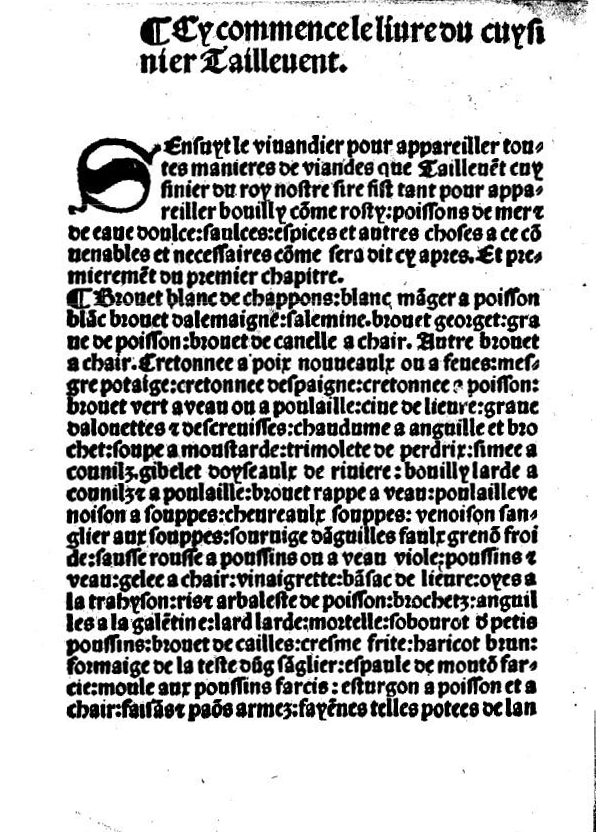
Le Viandier, de Taillevent.

La Normandie compte de nombreuses confréries veillant aux intérêts gastronomiques de leur région :
- Académie des gentes dames du Pommeau
- Confrérie cassine des chevaliers de saint-jacques de Montebourg
- Confrérie de la gastronomie de Flers
- Confrérie de la tarte aux pommes
- Confrérie de la teurgoule et de la fallue de Normandie
- Confrérie de la tripière-fertoise
- Confrérie de la véritable andouille de Vire
- Confrérie des compagnons du boudin blanc d'Essay
- Confrérie des compagnons goustevin de Normandie
- Confrérie des chevaliers du camembert
- Confrérie des chevaliers du fromage de Livarot
- Confrérie des chevaliers du gouste boudin
- Confrérie des chevaliers du gouste boudin de Mortagne-au-Perche
- Confrérie des chevaliers du pont-l'évêque
- Confrérie des chevaliers du trou normand
- Confrérie des fins gourmets de Longny-au-Perche
- Commanderie des fins goustiers du duché d'Alençon
- Confrérie des fins goustiers du pré-bocage de Noyers-Bocage
- Confrérie des gastronomes de la teurgoule et de la falue de Houlgate
- Confrérie des goules à truites de Bernay
- Confrérie des gouste-bourdelots du bocage athisien
- Confrérie des goustiers de Falaise
- Confrérie des mouögeous d'carottes de Crianches
- Confrérie des ventres à brioches de Moulins-la-Marche
- Confrérie du daguet d'Argentan
- Confrérie du homard de Barneville-Carteret
- Confrérie gourmande du cochon de Bayeux
- Grand ordre de la tripière d'or
- Grand ordre du trou normand des calvados, cidres et pommeau
- Ordre des canardiers

## Restaurants
Le Guide Michelin 2009 distingue onze restaurants bas-normands par des étoiles :
Dans la Manche, on trouve La Marine à Barneville-Carteret et Le Mascaret à Blainville-sur-Mer. Dans le Calvados sont distingués Le Sa.Qa.Na. et La Terrasse et l'Assiette à Honfleur, Le Château d'Audrieu à Bayeux, Le Pavé d'Auge à Beuvron-en-Auge, Le Dauphin au Breuil-en-Auge, L'Incognito à Caen et le Royal Barrière à Deauville. Dans l'Orne sont étoilés L'Auberge de la Mine à Flers et Le Manoir du Lys à Bagnoles-de-l'Orne.